# Paranormal Activity 2
Paranormal Activity 2 is een Amerikaanse psychologische horrorfilm uit 2010 die geregisseerd is door Tod Williams en geschreven door Michael R. Perry. Het is een vervolg op Paranormal Activity uit 2009. De release was op 22 oktober 2010, middernacht, in de Verenigde Staten, Mexico, Verenigd Koninkrijk en Canada.

## Verhaal
De film begint 3 maanden voor de geest-bezoeken van Micah en Katie. De zus van Katie, Kristi die getrouwd is met Dan, verhuist naar een nieuw huis om de hoek van Micah en Katie. Rond deze tijd begint Kristi het verdachte gevoel te krijgen dat ze niet alleen zijn in dit huis. Op een dag komen ze thuis en ontdekken ze dat er is ingebroken, maar dat er niets is gestolen. Katie begint met haar zus te praten over wat er gebeurd is toen ze jonger waren en over hoe ze werden gekweld door een demon. Dan is gefascineerd door de HD-camera die Kristi heeft gekocht en documenteert de eerste maanden van hun jongste zoon Hunter.
Meer beangstigende en paranormale dingen volgen de nachten daarop. Meestal rond dezelfde tijd beginnen er dingen te gebeuren met Kristi en Dan. De familie kan geen hulp van iemand krijgen en beleeft angstaanjagende nachten. Hunter, de 3 maanden oude baby, wordt gekweld door de demon, evenals de hond van de familie. Dans dochter, Ali, gaat op onderzoek uit naar de mysterieuze gebeurtenissen en probeert de familie te overtuigen, maar niets lijkt te werken, want Dan  gelooft niet in die onzin. Wanneer Kristi alleen is, hoort ze Hunter huilen in zijn bed. Ze wil naar hem toe, maar iets sleept haar bij hem weg. Ze kan zichzelf de eerste keer redden, maar de tweede keer lukt het haar niet.  Een paar weken later vermoordt Katie haar zwager en haar zus, en ontvoert Hunter. De dochter van Dan, Ali, vindt de lichamen van Dan en Kristi na een schoolreisje, met geen enkel teken van Katie, noch Hunter.

## Productie
Paramount en DreamWorks huurden scenarioschrijver Michael R. Perry in om het vervolg te schrijven. Oren Peli, de regisseur van de eerste film, produceerde de film. Kevin Greutert, regisseur van Saw VI, was aanvankelijk ingehuurd om de film te regisseren. De twee hoofdacteurs, Katie Featherston en Micah Sloat, keerden terug in dit vervolg in bijrollen.
Tod Williams regisseerde Paranormal Activity 2, waarvan de productie in mei 2010 startte.

## Reclamecampagne
In een promotieactie die door de producenten van de film was opgezet, hadden deelnemers de kans een gratis filmkaartje te winnen als ze in de top 20-steden waar de film draaide, woonden.

## Uitgave
De teasertrailer was te zien bij The Twilight Saga: Eclipse nadat deze uitgebracht werd op 30 juni 2010. Cinemark Theatres, een Amerikaanse bioscoopketen, heeft de trailer verwijderd uit hun bioscopen, nadat er geklaagd was dat deze te eng was.
Een nieuwe bioscooptrailer werd uitgebracht op 1 oktober 2010. De trailer was gekoppeld aan Devil, My Soul To Take en Jackass 3D.
De film werd in Frankrijk en België uitgebracht op 20 oktober 2010, in Nederland op 21 oktober en pas op 22 oktober 2010 in de Verenigde Staten. De film werd ook getoond in IMAX.

## Paranormal Activity 3
Na het openingsweekend van Paranormal Activity 2 kondigde de studio aan dat er een derde deel gemaakt ging worden. Paranormal Activity 3 werd aangekondigd op 21 oktober 2011 te verschijnen in Noord-Amerika.